# Strictly 4 My N.I.G.G.A.Z...
Strictly 4 My N.I.G.G.A.Z. — другий студійний альбом американського репера Тупака Шакура, виданий 16 лютого 1993 р. лейблом Interscope Records. Права на реліз наразі належать Amaru Entertainment. N.I.G.G.A.Z. є скороченням Never Ignorant Getting Goals Accomplished; літеру «Z» у назві вжито для позначення множини. Виконавчий продюсер: Етрон Ґреґорі. Співпродюсер: 2Pac.
Як і дебют 2Pacalypse Now платівка містить багато треків, де показано політично-соціальні погляди Тупака. Альбом спершу мали назвати «Troublesome 21». 21 — тодішній вік виконавця. Дебютувавши на 24-ій сходинці Billboard 200, альбом став комерційно успішнішим, ніж попередня робота з безліччю помітних відмінностей у продакшені. Для першої платівки було характерним більш андеґраундне, інді-репове звучання. Тож другий альбом вважався «проривом». Strictly 4 My N.I.G.G.A.Z. отримав платиновий статус.
На вінилі сторону A (треки 1-8) підназвано «чорною стороною», а сторону Б (треки 9-16) — «темною». Станом на 2011 наклад у США становив 1 639 584 копій.

## Список пісень
| #   | Назва                                                     | Продюсер(и)                           | Тривалість |
| --- | --------------------------------------------------------- | ------------------------------------- | ---------- |
| 1.  | «Holler If Ya Hear Me»                                    | Stretch                               | 4:38       |
| 2.  | «Pac's Theme» (interlude)                                 | The Underground Railroad              | 1:56       |
| 3.  | «Point tha Finga»                                         | Big D the Impossible                  | 4:25       |
| 4.  | «Something 2 Die 4» (interlude)                           | 2Pac, Big D the Impossible            | 2:43       |
| 5.  | «Last Wordz» (з участю Ice Cube та Ice-T)                 | Bobby «Bobcat» Ervin                  | 3:36       |
| 6.  | «Souljah's Revenge»                                       | Bobcat                                | 3:16       |
| 7.  | «Peep Game» (з участю Deadly Threat)                      | Bobcat                                | 4:28       |
| 8.  | «Strugglin'» (з участю Live Squad)                        | Live Squad (Stretch, Majesty, K-Lowe) | 3:33       |
| 9.  | «Guess Who's Back»                                        | Edward «Special Ed» Archer            | 3:06       |
| 10. | «Representin' 93»                                         | Truman Jefferson                      | 3:34       |
| 11. | «Keep Ya Head Up» (з участю Dave Hollister)               | Daryl «DJ Daryl» Anderson             | 4:22       |
| 12. | «Strictly 4 My N.I.G.G.A.Z» (з участю Pacific Heights)    | Larry «Lay Law» Goodman               | 5:55       |
| 13. | «The Streetz R Deathrow» (з участю Ice Cube)              | Stretch                               | 3:26       |
| 14. | «I Get Around» (з участю Shock G та Money-B)              | The D-Flow Production Squad           | 4:19       |
| 15. | «Papa'z Song» (з участю Wycked та Poppi)                  | Big D the Impossible                  | 5:25       |
| 16. | «5 Deadly Venomz» (з участю Treach, Apache та Live Squad) | Stretch                               | 5:13       |

## Семпли
Holler If Ya Hear Me
- «Do It Any Way You Wanna» у вик. People's Choice
- «Get Off Your Ass and Jam» у вик. Funkadelic
- «Atomic Dog» у вик. Джорджа Клінтона
- «Rebel Without a Pause» у вик. Public Enemy

I Get Around
- «Computer Love» у вик. Zapp
- «The Ladder» у вик. Prince and The Revolution
- «Step in the Arena» у вик. Gang Starr

Keep Ya Head Up
- «O-o-h Child» у вик. Five Stairsteps
- «Be Alright» у вик. Zapp

Last Wordz
- «The Grunt» у вик. The J.B.'s
- «Blind Alley» у вик. The Emotions
- «Flash Light» у вик. Parliament
- «Holy Ghost» у вик. Bar-Kays
- «Better Off Dead» у вик. Ice Cube
- «The Nigga Ya Love to Hate» у вик. Ice Cube

Papa'z Song
- «Fool Yourself» у вик. Little Feat
- «Soul Shadows» у вик. The Crusaders

Point the Finga
- «Gota Let Your Nuts Hang» у вик. Geto Boys
- «Warm It Up» у вик. Кріса Кросса

Representin' 93
- «Diary of a Madman» у вик. Scarface
- «This One's for You» у вик. Joe Public

Strugglin'
- «Ashley's Roachclip» у вик. The Soul Searchers
- «Paid in Full» у вик. Eric B. & Rakim

The Streetz R Deathrow
- «Synthetic Substitution» у вик. Мелвіна Блісса
- «You're the One I Need» у вик. Баррі Вайта

5 Deadly Venomz
- «The Chokin' Kind» у вик. Джо Саймона
- «Roots and Culture» у вик. Shabba Ranks

Peep Game
- «Don't Change Your Love» у вик. Five Stairsteps
- «Sing a Simple Song» у вик. Sly & the Family Stone
- «Think (About It)» у вик. Лін Коллінз
- «UFO» у вик. ESG
- «Heartbeat» у вик. Таана Ґарднер

Souljah's Revenge
- «Sing a Simple Song» у вик. Sly & the Family Stone
- «The Payback» у вик. Джеймса Брауна

Strictly 4 My N.I.G.G.A.Z.
- «UFO» у вик. ESG

## Сингли
| Деталі |
| --- |
| «Holler If Ya Hear Me» - Випущений: 29 січня 1993                                                                        |
| «I Get Around» - Випущений: 10 червня 1993 - Сторона А: «Nothing But Love»                                               |
| «Keep Ya Head Up» - Випущений: 28 жовтня 1993 - Сторона Б: «Rebel of the Underground», «I Wonder If Heaven Got a Ghetto» |
| «Papa'z Song» - Випущений: 17 січня 1994 - Сторона Б: «Peep Game», «Cradle to the Grave»                                 |

## Чартові позиції

### Альбому
| Рік  | Альбом                     | Найвища позиція | Найвища позиція           |
| Рік  | Альбом                     | США             | US Top R&B/Hip-Hop Albums |
| 1993 | Strictly 4 My N.I.G.G.A.Z. | 24              | 1                         |

### Синглів
| Рік  | Пісня             | Найвища позиція | Найвища позиція                     | Найвища позиція    | Найвища позиція    | Найвища позиція                       |
| Рік  | Пісня             | США             | US Hot R&B/Hip-Hop Singles & Tracks | US Hot Rap Singles | US Rhythmic Top 40 | US Hot Dance Music/Maxi-Singles Sales |
| 1993 | «I Get Around»    | 11              | 5                                   | 8                  | 7                  | 2                                     |
| 1993 | «Keep Ya Head Up» | 12              | 7                                   | 2                  | 3                  | 2                                     |
| 1993 | «Papa'z Song»     | 87              | 82                                  | 24                 | —                  | —                                     |

## Сертифікації
| Країна | Сертифікація | Наклад    |
| ------ | ------------ | --------- |
| США    | Платиновий   | 1,639,584 |